# Campionato europeo femminile di pallacanestro Under-16 Division C 2023
Il Campionato europeo femminile di pallacanestro Under-16 2023 di Division C (noto anche come FIBA U16 Women's European Championship Division C 2023) si è svolto In Andorra, ad Andorra la Vella.

## Classifica finale
| Pos     | Team        |  |
| ------- | ----------- |  |
| Oro     | Azerbaigian |  |
| Argento | Andorra     |  |
| Bronzo  | Georgia     |  |
| 4.      | Malta       |  |
| 5.      | Albania     |  |
| 6.      | Armenia     |  |
| 7.      | Moldavia    |  |
| 8.      | Gibilterra  |  |